# Невілл Френсіс Фіцджеральд Чемберлен
Сер Не́вілл Фре́нсіс Фіцджера́льд Че́мберлен англ. Neville Francis Fitzgerald Chamberlain (KCB KCVO KPM) Кавалер ордена Лазні, Лицар-командор Королівського Вікторіанського Ордену, Королівська Поліцейська Медаль  •  1856 - † 28 травня 1944 р. 
Офіцер Британської армії, пізніше генеральний інспектор Королівської Ірландської Поліції (пішов у відставку після Великоднього повстання в Ірландія). 
Вважається винахідником гри у снукер, яку розробив під час служби в Індії у 1875 році.

## Раннє життя
Чемберлен народився в родині військового, його батько Чарльз Френсіс Фелкон Чемберлен і дядько Невілл Чемберлен Боулз.
Він здобув освіту у Школі Брентвуд та Королівському військовому коледжі, Сандхерст.

## Військова кар'єра
Чемберлен, отримавши звання  молодший лейтенант був призначений до 11 Полку 9 серпня 1873 року, 
,
у серпні 1874 року - лейтенант. У 1878 році, під час Другої англо-афганської війни, він був зарахований до штату фельдмаршала Сера  Фредеріка Робертса, головнокомандувача  британської армії у Афганістані. Був поранений  у Битві за Кандагар. Служив з Робертсом в Уті з 1881 по 1884 роки.
 
Був підвищений до звання капітана в серпні 1885 року,, в листопаді 1885 року - майор.
У 1890 році призначений на посаду Військового секретаря уряду Кашміру. Підвищений до звання полковника у 1894 році.   Знов приєднався до Робертса за часів  Другої англо-бурської війни у грудні 1899 року, як "Перший ад'ютант і особистий секретар". . Кавалер ордена Лазні у 1900 році. 
Офіційно пішов у відставку з армії з 1 листопада 1901 року.

## Королівська Ірландські поліція
У 1900 році Чемберлен був призначений генеральним інспектором Королівська Ірландська Поліція (КІП) — збройних поліцейських сил Ірландії (крім Дубліна). 
Він був відповідальним за збір розвідувальної інформації, а також підтримання порядку, вважається, що він був "очима і вухами» уряду. 

 
Він був призначений Лицар-Командор Ордена Лазні під час королівського візиту до Ірландії в серпні 1903 року,

Лицар командор Королівського Вікторіанського ордену (KCVO) в 1911 році,  
Лицар Грейс в Поважний орден Святого Іоанна в квітні 1914 року,  
і був нагороджений Поліції медаллю короля в 1915 р. з відзнакою Нового року.
 
Роки служби Чемберлена в КІП збіглися зі зростанням числа політичних, культурних і спортивних організацій із загальною метою затвердження незалежності Ірландії від Англії, які часто спільно іменуватимуться Шінн Фейн, 

що призвело до утворення Ірландські Добровольці в 1913 році. У своїх звітах до Головний секретар з Ірландії, Августин Біррелл та  Заступник Генерального секретаря, 
сер Меттью Натан, Чемберлен попередив, що добровольці  готуються до  повстання і проголошення ірландської незалежності.

Однак, попри це, у квітні 1916 року, коли Натан показав йому листа від командувача армією на півдні Ірландії, в якому той доповідав, про  можливість висадки повстанців на південно-західному узбережжі, і про заплановане на Великдень повстання, вони обидва "мали сумнів щодо підстав для цих чуток". 
Великоднє повстання почалося у пасхальний понеділок, 24 квітня 1916 і тривало протягом шести днів, а скінчилось лише тоді, коли більша частина О'Коннелл-стріт була знищена артилерійським вогнем.
Хоча Королівська комісія з пириводу повстання у 1916 (Карл Хардінг — голова комісії) зняла з КІП будь-яку провину, Чемберлен був змушений піти у відставку.

## Пізніше життя
Після своєї відставки Чемберлен мешкав в Ascot, графство Беркшир, Англія. 19 березня 1938 у листі, опублікованому в  Field , у якому він стверджував, що винайшов гру снукер у офіцерському зібранні 11-го Девонширського полку в Джабалпурі, під час служби в  Індії у 1875 році. Його заява була підтримана  Комптоном Макензі в листі Гравець у Більярд у 1939 році, і вважається загальноприйнятою по наш час. 
Оксфордський Словник Національної Біографії описує обставини, за яких було винайдено нову гру: 
|  | Під час служби в Джабальпурі в 1875 році Чемберлен розробив новий варіант Блек Пул, ввівши кольорові кулі в гру. Вона отримала назву снукер - зневажливе прізвисько, що було надано курсантам першого курсу навчання у Королівській військовій академії у Вулвічі, яке Чемберлен почув від молодого артилерійського офіцера під час відвідування офіцерських зібрань. Чемберлен застосував його на адресу іншого гравця, який ніяк не міг забити до лузи кольорову кулю: "Чому ви регулярно снукер». Пояснюючи цей термін для його товаришів по службі, Чемберлен, щоб заспокоїти офіцерів, що це їх не стосується, зауважив, що всі вони разом були "снукер в грі", і назва снукер або пул снукер відразу закріпилася за грою. |

Чемберлен помер 28 травня 1944 року в віці 88 років. 